# Angus Gunn
Angus Fraser James Gunn (* 22. ledna 1996) je skotsko-anglický fotbalista, který hraje jako brankář za anglický klub Norwich City a skotskou reprezentaci.
Gunn hrál za mládežnické reprezentace Anglie, od roku 2023 hraje za skotskou reprezentaci. Hrál na Mistrovství Evropy ve fotbale 2024.

## Klubová kariéra

### Manchester City
Gunn zahájil svou kariéru v Norwich City, od roku 2011 hrál za akademii Manchester City. V červnu 2013 podepsal tříletou profesionální smlouvu.
Pro sezónu 2017/18 byl Gunn poslán na hostování zpět do Norwiche, který hrál za EFL Championship. Svůj debut v A-týmu Norwiche si odbyl v proti Fulhamu. Svoje první čisté konto si připsal dne 16. srpna 2017 proti Queens Park Rangers.

### Southampton
V červenci 2018 podepsal pětiletou smlouvu se Southamptonem. Za klub debutoval dne 28. srpna 2018 v EFL Cupu proti Brighton & Hove Albion, v Premier League debutoval dne 2. ledna 2019 proti Chelsea.

#### Stoke City (hostování)
V říjnu 2020 byl Gunn poslán na hostování do konce sezóny 2020/21 do Stoke City. Za klub debutoval dne 27. října 2020 proti Swansea City.

### Norwich City
Dne 23. června 2021 se Gunn za nezveřejněnou částku vrátil do Norwich City. Dne 28. dubna 2025 bylo oznámeno, že Gunn klub na konci sezóny opustí.